# San Donato in Poggio
San Donato in Poggio is een plaats (frazione) in de Italiaanse gemeente Tavarnelle Val di Pesa.

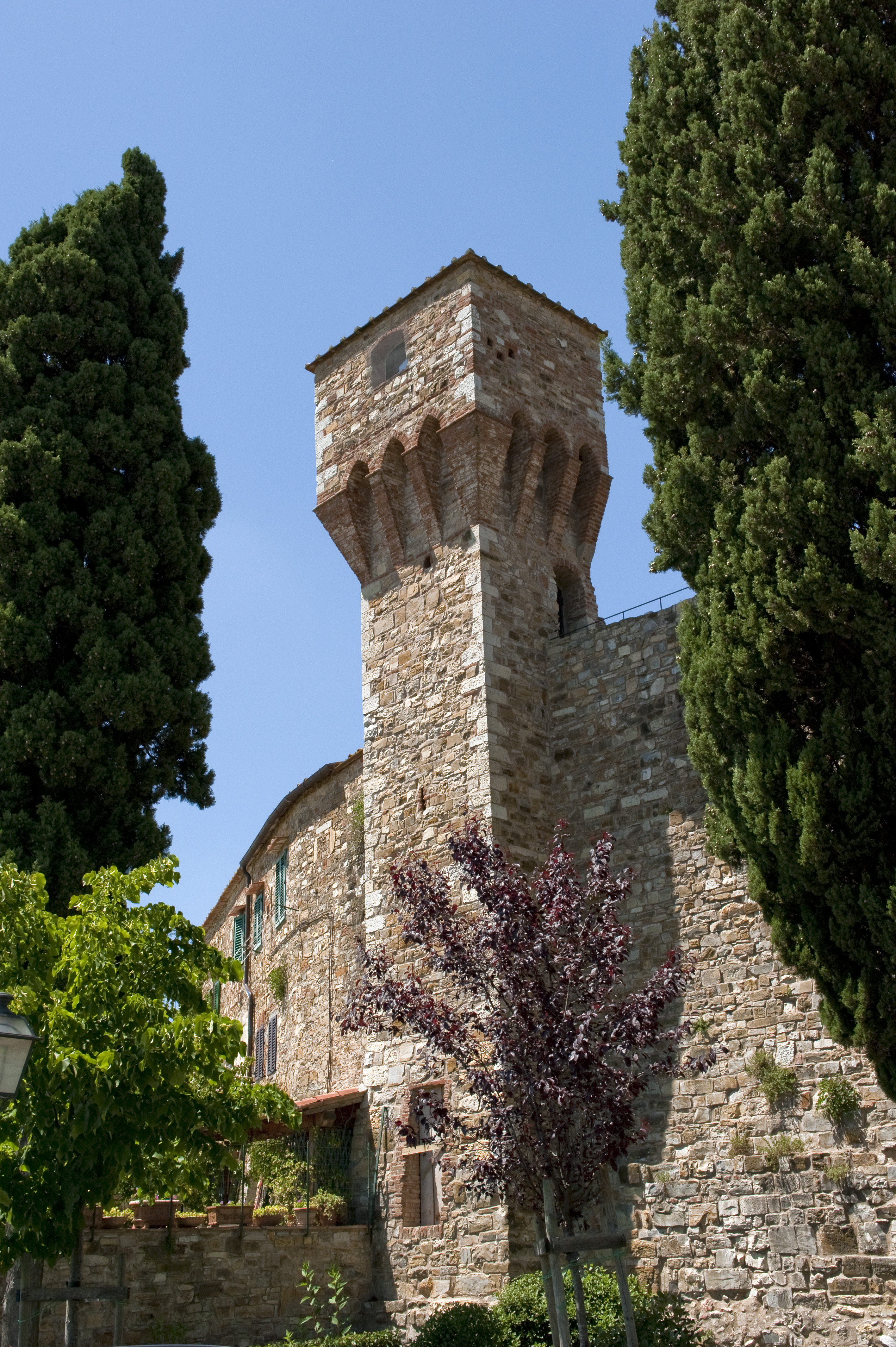
Il Torrino